# 大学通信教育
大学通信教育（だいがくつうしんきょういく、英: university correspondence education, distance learning）は、大学が行う通信教育。一般的には通信制大学と呼ばれる。

## 概要
本項では、主に日本における制度について述べる。また、日本の大学については本稿では短期大学、大学院、専門職大学院、専門職大学、専門職短期大学を含む。
日本においては、大学通信教育とは学校教育法に定められた通学の課程と同等の課程であり、学位が授与される正規の課程で行われる教育を指す。一般的には「通信制大学」と呼称される。2021年時点では私立大学でのみ行われている。
大学によっては生涯学習講座やオープンスクール等の正規の課程以外の講座や教育が行われている場合もあるが、これらは学校教育法に定める大学通信教育には含まれない。同様に、社会教育法に基づく認定社会通信教育を行っている大学もあるが、これも大学通信教育とは異なる。
大学通信教育は、主に「印刷教材等による授業」（自己学習）と「面接授業」（スクーリング）によって行なわれることが多く、単位修得試験などの審査に合格することで単位を修得する。単位修得試験は、同じ大学の通学課程に比べて難易度が高いことが多い。長い歴史を持つ郵送手段を用いた大学通信教育課程は、社会人の場合は仕事との折り合いをつけ面接授業に出向く必要があるなどハードルが高く、時間の自由度の高い学生の場合でも卒業後の就職サポートが存在しないなどの点があった。しかし、通信教育課程の学生に対しても就職サポートを行う大学が現われ、2010年代に入りブロードバンドインターネット接続が急速に普及してきたことにより、面接授業の他にメディア授業を行う大学が増加を続けるなどの変化が起きている。大学独自のSNSを開設し、通信教育の課題であった「友人を創ることの難しさに伴う孤独」による学習意欲の低下の緩和を図っている大学もある。
通信制大学で学べる分野は、主に文科系の領域であるが、文科系以外の領域も徐々に学べるようになってきている。また大学によっては、一定の単位を取得し通学課程へ編入するための試験を受けることができる。
入学者選考については、大学や短期大学では出願時の書類により行われることがほとんどであり、入学試験が行われることは少ない。ただし、「小論文」や「志望理由書」等の提出を必要としそれらも含めて選考する学校もあり、より少数ではあるものの面接試験が行われる場合もある。また大学院の課程では、専門科目の筆記試験・実技試験を始め、研究計画書の提出を通じた選考及び面接試験が行われることがほとんどである。
修業年限以上在学した上で、規定数以上の単位を修得すると、教授会の選考を経て「卒業」が決定される。大学（学部）や短期大学では卒業論文や卒業制作が卒業の要件となっている学校は通学の課程に比べ少ないが、大学院のほとんどなどを含め必修の場合はそれらの合格も必要である。卒業が決定されると当該大学の卒業生として「学位」を取得できる。
通学の課程の大学に比べると、通信制の大学の卒業率・修了率はかなり低いが、学校により大きく差がある。また、社会人等で修学に費やせる時間が限られる学生が多いこともあり、修業年限を超えて卒業する学生の割合も通学の課程に比べると非常に多い。最長在学年限については、通学の課程と同様に大学（学部・4年制）で最長8年の学校もあるが最長12年の学校も多く、長期間の在学を認めている学校も少なくない。
通信制大学に最長在学年限を超えて在籍し、卒業に至らなかった場合は「除籍」となる。しかし、同一の学校の同一の課程に再度入学した場合、除籍時点で修得していた単位や修学年数をそのまま認定する「再入学」という制度を設けている学校が大半で、より長期間に渡り修学し卒業を目指すことは可能である。
通信教育課程を設置する私立大学相互の協力によって、大学通信教育の振興を図ることを目的とする「公益財団法人私立大学通信教育協会」が組織されている。この協会に加盟していない通信制大学も存在するが、加盟か非加盟かを問わず、すべて文部科学省に認可された正規の教育課程である。
私立大学通信教育協会では、通信教育を希望する者を対象に加盟校による合同入学説明会を各地で行なっている。説明会では各校の職員による相談を受けられるほか、案内資料を入手することができる。実施予定については同協会のサイトを参照のこと。
なお、私立大学通信教育協会への加盟にあたっては、学部の課程・大学院・短期大学というように、それぞれ別個に扱われている。

## 歴史
日本において大学通信教育の嚆矢と見なされているのは、明治期に各学校によって設けられた校外生制度である。この制度は実際に行われた講義の内容を講義録として編纂し刊行するというものであり、今日の大学通信教育課程のようにスクーリングや試験によって単位や卒業が認定されるものではなく、その意味で双方向的ではなくいわば「知識の伝授」という一方的な性格のものであった。
| 校名           | 開始時        | 備考                          |
| -------------- | ------------- | ----------------------------- |
| 明治義塾       | 1884年9月11日 | 翌年7月廃校                   |
| 英吉利法律学校 | 1885年7月30日 | 規則成立。10月発足            |
| 東京法学校     | 1885年11月5日 | 発足。1885年9月中央法学会組織 |
| 東京専門学校   | 1886年5月15日 | 翌年9月制度化                 |
| 専修学校       | 1887年1月     | 前年12月募集開始              |
| 明治法律学校   | 1887年9月     | 講法会成立                    |
| 関西法律学校   | 1887年12月8日 | 講義録発行開始                |
| 哲学館         | 1888年1月     | 館外生規則制定                |

現在のような形態の大学通信教育は、1947年（昭和22年）4月施行の学校教育法によって制度化されたものである。当時は同法第45条「高等学校は、通信による教育を行うことができる。」との定めを第70条により、大学にも準用すると定められていたのみで、法令では詳しい基準は定められていなかった。ただし、同年には大学基準協会が自主的な基準として「大学通信教育基準」を定め、1950年以降に大学の正規の課程として大学通信教育が認可される際は、この大学通信教育基準に則って課程が編成され実施されることになる。
1947年（昭和22年）10月には、学校教育法施行後初めて法政大学で大学通信教育の課程が開講した。1948年（昭和23年）には、法政大学、慶應義塾大学において、初めて大学通信教育課程のスクーリングが行われている。これらはあくまでも社会通信教育的な性格のもので、大学の正規の課程としては認められていなかったが、1950年（昭和25年）3月に正規の大学教育課程として認可された（この時認可されたのは法政大学、慶應義塾大学の他に、中央大学、日本大学、日本女子大学、玉川大学の各課程）。1952年（昭和27年）には、法政大学、慶應義塾大学から初めて通信教育課程による卒業生が輩出された。1955年（昭和30年）には、浪速短期大学（現大阪芸術大学短期大学部）において短期大学で初めて通信の課程が認可された。
以降は、1960年代から1970年代にかけては、通信制の課程を新設した大学は関東地区の大学が多く、関西圏および首都圏以外では、一部の大学が実施している他はあまりなかった。
1981年（昭和56年）にはテレビ・ラジオ放送による教育を行う放送大学が設立された。1981年（昭和56年）4月に大学通信教育設置基準が施行され、1982年（昭和57年）4月に短期大学通信教育設置基準が施行された。それまで大学側の自主的な基準という形で制定されていた大学通信教育基準に代わり、法令による基準が定められた。ただし、その後も大学通信教育基準は、法令の各設置基準に従うよりも具体的な自主的な基準として現存している。
1980年代においては、放送大学の設立はあったものの、それ以外には新たに通信教育をおこなう大学の数は伸び悩んだ。しかし、1990年代に入ってからは、少子化による学校経営への影響や生涯学習への意欲の高まりからか、通信教育を開講する大学が日本全国で徐々に増加した。
2000年代になってからは、ブロードバンドインターネット接続が広範囲な地域で利用できるようになったことに伴い、新たな試みとしてe-ラーニング（インターネットの活用、動画・音声配信による講義の視聴、各種プログラムの演習など）による教育を提供する大学が現れている。
大学院については、通信課程は長らく認可されていなかったが、1998年（平成10年）3月に大学院設置基準が改正され、通信制大学院の開設が可能となった。1999年（平成11年）4月に修士の学位を授与する課程が設置された（最初に設置したのは、日本大学、佛教大学、明星大学、聖徳大学）。次いで2003年（平成15年）には博士の学位を授与する課程も設置された。2003年（平成15年）に制度が新設された専門職大学院についても、2005年（平成17年）4月に通信の課程のみを置くビジネス・ブレークスルー大学院大学（現ビジネス・ブレークスルー大学）が設置された。
2018年（平成30年）に新設された専門職大学、専門職短期大学についても、法令上通信の課程を置くことができるが、2021年時点では通信の課程を設置した学校はない。

## 専攻分野
日本における大学通信教育が行われている学問領域は、郵便による通信添削により学修成果の評価が可能である「教養学」・「経済学・経営学・商学」・「法学」・「文学」・「教育学（主に教員養成）」・「臨床心理学」等の人文科学系・社会科学系、及び「芸術学」系が中心になっていた。
現在ではインターネットの普及等による通信技術の進歩、大学等設置基準の緩和、各大学のカリキュラム編成の工夫等により、旧来の郵便による通信では学修成果を評価することが困難であった学問領域についても適正な学修評価が可能となった事により大学通信教育による学問領域は拡大し、「情報科学」・「建築学」・「自然科学」・「環境学」・「栄養学」・「社会福祉学」その他多様な学問領域が学べるようになっている。

## 学校数、学生数
令和元年5月1日現在、大学、短期大学、大学院を合わせた大学通信教育を行う学校の数は64校、学生数は計184,288人である。また、通信教育のみ行う学校は8校ある。
|                        | 大学       | 大学       | 短期大学   | 短期大学   | 大学院     | 大学院 |
| 学校数(校)             | 学生数(人) | 学校数(校) | 学生数(人) | 学校数(校) | 学生数(人) |        |
| ---------------------- | ---------- | ---------- | ---------- | ---------- | ---------- | ------ |
| 平成25年度（2013年度） | 46         | 169,643    | 11         | 21,871     | 27         | 3,913  |
| 平成26年度（2014年度） | 45         | 166,778    | 12         | 21,653     | 27         | 3,907  |
| 平成27年度（2015年度） | 46         | 163,354    | 12         | 21,443     | 27         | 3,907  |
| 平成28年度（2016年度） | 44         | 163,354    | 11         | 20,854     | 27         | 3,907  |
| 平成29年度（2017年度） | 44         | 161,849    | 11         | 20,470     | 27         | 3,961  |
| 平成30年度（2018年度） | 44         | 162,539    | 11         | 18,227     | 27         | 3,910  |
| 令和元年度（2019年度） | 44         | 162,547    | 11         | 18,058     | 27         | 3,683  |

出典:学校基本調査（各年度5月1日時点）
※学生数は正規の課程の学生のみ（専攻科、特修生、科目等履修生、聴講生は含まない）。

## 授業の方法
授業の方法には次のものがあり、大学通信教育設置基準や短期大学通信教育設置基準に定めがある。大学は、次の授業を日本国内または日本以外の国において履修させることができる。印刷授業用の教材等を日本国外に送付したりメディア授業を日本国外で受講することを認めている大学も多いが、そういった大学でも単位認定試験やスクーリング等は日本国内のみで実施されている場合も多い。
印刷教材等による授業（印刷授業）
印刷教材その他これに準ずる教材を送付もしくは指定し、主としてこの教材により学修する授業を指す。45時間分の学修を必要とする内容の教材等での学修を以て1単位と定められている。
印刷授業では、教材に基づき自己学習の上、教員から提示された課題に対するレポートを作成・提出し、添削等による指導を受けることとなる。レポートが合格すれば科目修得試験の受験資格が与えられ、この試験に合格すれば当該科目の単位が認定される。なお、芸術系の大学では、レポートや単位認定試験の代わりに作品を提出する科目もある。
大学通信教育の教材やレポート等の郵送の際は第四種郵便物として通常の郵便物に比べ安い郵便料金が適用される。伝統的にレポートは指定のレポート用紙に手書きで記入して提出するものであったが、最近ではパソコン等で作成・印刷したレポートの提出が認められる場合も多くなっている。
また、インターネットによるレポート提出を認めている大学も増加しているほか、web提出のみとしている大学も存在する。。
放送授業
主として放送その他これに準ずるものの視聴により学修させる授業を指す。15時間の放送授業をもって1単位と定められている。
放送授業は、教員が行う講義を収録した映像や音声をテレビ・ラジオの放送やインターネットでの配信等により視聴・聴取し、必要により印刷物などの教材と共に学修、レポートの提出を経て科目修得試験を受験し合格すれば当該科目の単位が認定されるものである。また、会場での実施であるものの教員がリアルタイムに講義するものではなく、あらかじめ録画された講義を会場で放映しその場では指導は行わない「ビデオスクーリング」も、放送授業に含まれる。
放送大学が行うBS放送（ラジオ含む）やインターネット配信による授業（テレビ授業・ラジオ授業）が著名で、同校では面接授業とオンライン授業のほかは、すべての科目を放送授業として行っている。
その他、慶應義塾大学通信教育課程の放送授業（インターネット配信）やメディア授業、東北福祉大学通信教育部のビデオ・スクーリング、中部学院大学通信教育部の放送授業等も、放送授業に該当する。
放送授業で修得した単位は、面接授業やメディア授業での修得が必要な30単位のうちの10単位まで（4年制大学の場合）をこれに代えることができると法令で定められている。それを超えた分は印刷授業と同等の扱いで卒業要件単位に含まれる。
面接授業（スクーリング）
講義、演習、実験、実習もしくは実技のいずれかにより、またはこれらの併用により行う授業を指す。通学の課程と同様、15時間から45時間までの範囲で各大学が定める時間の授業を以て1単位と定められている。
面接授業は教室等における対面して行う授業のことであり、「印刷教材等による授業」と並んで大学における伝統的な授業形態である。「スクーリング」と呼ばれている授業の大半は、面接授業に該当する。大学通信教育のスクーリングでは原則として1科目の授業時間すべてに出席することを条件に実施科目の最終授業時間に単位認定試験が行われ、この試験に合格すれば当該科目の単位が認定される。
実験を多く必要とする工学系や理学系の課程はほとんどないこともあり、面接授業のほとんどは「講義」であるが、ディスカッションやグループワーク等の「演習」を行う科目もある。特に、芸術系の学科は演習や実技が多い。
放送授業、メディア授業で受講した分も含め、卒業までに30単位以上（4年制大学の場合）履修することが法令で定められている。また大学により、SR科目等と称し一つの科目について印刷教材での学習との併用によりスクーリング授業時間をその科目の単位数分相当まで行わないケースもあり、この場合はスクーリングで習得した単位はその科目の修得単位の一部としてのみ（2単位中1単位等）認定されるか、印刷授業同様にレポート提出を要する場合がある。
スクーリングの実施時期や会場は、従来は大学が夏休みになる夏季に各キャンパスにおいて実施する大学が多かったが、週末に複数週に分けて実施する「週末スクーリング」や平日夜間に実施する「夜間スクーリング」、大学のキャンパスが設置されていない地方都市にて行う「地方スクーリング」といったように最近は多様化する傾向にある。
メディアを利用して行う授業（メディア授業）
各設置基準のほか、いわゆるメディア授業告示の定めにより、講義、演習、実験、実習もしくは実技のいずれかにより、またはこれらの併用による授業を、多様なメディアを高度に利用して、当該授業を行う教室等以外の場所で履修させる授業を指す。1単位あたりの授業時間は、面接授業と同等と定められている。
現状のメディア授業の多くはインターネットを利用したeラーニングによる授業となっている。講義の様子（教員の講義と黒板等）を録画した映像をオンデマンド動画にて視聴させ同時に解説文を表示するものや、プログラミングの演習を行いその結果を検討し誤りや評価を即時自動的に表示するもの、あわせて電子掲示板等により教員への質問や他の学生との討議等が可能になっているもの等がある。これらをメディア授業告示では「非同時双方向型」、一般的には「オンデマンド型」といい、2001年にメディア授業として認められるようになったが、その多くがインターネットを利用して学生各々が任意の時間、場所に受講できる形となっている。これによりメディア授業そのものが急速に普及、大半の科目をオンデマンド型メディア授業とし通学不要で卒業できる八洲学園大学やサイバー大学が開学し、これまで通信制での適切な学習の評価が難しかった情報科学や建築学等の工学分野の通信制学科の開設につながった。
また、衛星通信や専用線、VPN、インターネット等により講義の様子をリアルタイムに動画配信し学生からもその場で質問などが行えるリアルタイム型（テレビ会議方式）の授業も行われている。これはメディア授業告示では「同時双方向型」、一般的には「リアルタイム型」といい、1998年にメディア授業が設けられた際はこの方式のみ認められ、多くは大学が用意した各地の会場に集合して受講する形となっている。現在でも、会場に集合する形のものとして中央大学法学部通信教育課程のリアルタイムスクーリング、北海道情報大学通信教育部のIPメディア授業などが行われ、各学生が在宅等で受講する形のものとして大手前大学通信教育部メディア授業（ライブ型）、玉川大学通信教育課程のオンラインスクーリング（5月、7月、11月、1月の年4回）、放送大学のライブWeb授業などが行われている。
法令上「メディアを利用して行う授業」は、卒業の要件として修得すべき一定の単位数（卒業要件単位）としては面接授業（スクーリング）と同等に位置付けられている。そのためメディア授業を「メディアスクーリング」や「E-スクーリング」と称してスクーリングの一種と位置付けている大学もある。あるいは、メディア授業を面接授業と共に「スクーリング科目」や「スクーリング授業」と明確に位置付けている大学もある。
卒業要件単位をメディア授業により修得することで、八洲学園大学や北海道情報大学通信教育部のように印刷授業を受ける必要はあるものの面接授業は受けずに卒業することができる大学もある（放送大学も、面接授業の20単位以上の部分をすべてオンライン科目で修得すれば、学習センターでの講義を受けずに卒業することも可能である）。さらにはサイバー大学のように印刷授業も受けずにすべてメディア授業のみで卒業可能とした大学もある。一方で、メディア授業を実施しているものの、面接授業を必修としている大学もある。
なお、単に講義の様子を動画で配信するだけではメディア授業とはならず、電子メールや郵送、対面等により、設問解答、添削指導、質疑応答等による十分な指導を授業終了後すみやかに行う体制が整えられていることや、毎回の授業の受講確認を行い記録していること等、「多様なメディアを高度に利用」し「双方向型」である授業でなければならない。そのため、例えば放送大学のインターネット配信や、慶應義塾大学通信教育課程の放送授業（インターネット配信）やメディア授業は、あくまでも「放送授業」の扱いでありメディア授業には該当しない。
|                   | 卒業要件単位数        | 卒業要件単位数 | 卒業要件単位数 |
| 全修得単位        | 面接授業 メディア授業 | 放送授業       |                |
| ----------------- | --------------------- | -------------- | -------------- |
| 大学（4年制）     | 124単位以上           | 30単位以上     | 10単位まで     |
| 短期大学（3年制） | 93単位以上            | 23単位以上     | 8単位まで      |
| 短期大学（2年制） | 62単位以上            | 15単位以上     | 5単位まで      |

上表は、大学通信教育設置基準、短期大学通信教育設置基準に定められている最低要件。全修得単位のうち、面接授業・メディア授業は規定数以上の修得が必要。放送授業は、規定数までの修得単位を面接授業・メディア授業の単位として代替可能、それを超えた分は印刷授業と同等に卒業要件単位に含める。それぞれの要件は上表の規定を下回らない限り、大学により異なる場合がある。
以上は各設置基準に定められているものであるが、その他以下のようなものもある。
実習
教員免許状を取得する場合は原則として教育実習が必修であるため、教職課程を設置している大学では通学課程と同じように実施している。また、社会福祉士などの国家試験受験資格を取得する場合も社会福祉施設における実習が必修である。それらの事前事後指導の設定がある場合は、ほとんどが面接授業による必修となる。勤務経験等の条件を満たせば実習は免除となる場合があるが、科目自体の履修が必須の場合はスクーリング受講者と同等のレポート提出となる場合もある。なお、事前事後指導の科目は面接授業の単位として認定されるが、実習の科目（実際に実習を行っていた時間）は、面接授業による単位には含まれない。
卒業研究
卒業論文や修士論文、博士論文としてこれまでに学習した成果を論文にまとめるものである。芸術系の大学では論文の代わりに卒業制作を課す学科・専攻もある。一般的に、卒業研究を進めるにあたり規定回数以上の面接指導が必要だが、面接授業の扱いにはならない。
ただし、最近は卒業研究を必修科目としない学校も増加し、そもそも科目が設定されていない学校も存在する。代わりに、何らかの卒業試験を課すケースも存在する。

## 学費
学費は各学校により差が大きいが、一般的な私立大学の通学課程に比べると安い場合が多く、4年間で60万円～100万円程度の学校が多い。ただし、早稲田大学eスクールは4年間の学費モデルとして460万円弱と案内しており、通学課程と同等の学費が必要な大学もある（2016年8月現在）。

## 現在、通信教育課程が設置されている大学
☆は私立大学通信教育協会非加盟校。学部・学科・専攻・コース等は、各大学の募集要項による。

### 大学

#### 愛知産業大学通信教育部
- 造形学部
  - 建築学科

#### 大阪芸術大学通信教育部
- 芸術学部
  - 美術学科
  - デザイン学科
  - 建築学科
  - 写真学科
  - 文芸学科
  - 音楽学科
  - 初等芸術教育学科

#### 大手前大学通信教育部
- 現代社会学部
  - 現代社会学科

#### 環太平洋大学通信教育課程
- 次世代教育学部
  - 教育経営学科
    - 初等教育専攻
    - 中高英語教育専攻
    - 中高数学教育専攻
    - 看護教育専攻

#### 九州医療科学大学通信教育部
- 社会福祉学部
  - 臨床福祉学科

#### 京都芸術大学通信教育部
- 芸術学部
  - 芸術教養学科
  - 芸術学科
    - 芸術学コース
    - 歴史遺産コース
    - 和の伝統文化コース

  - 文化コンテンツ創造学科
    - イラストレーションコース
    - 映像コース
    - グラフィックデザインコース
    - 書画コース
    - 食文化デザインコース
    - 文芸コース
    - アートライティングコース
    - 音楽コース（2026年度から）

  - 美術科
    - 日本画コース
    - 洋画コース
    - 陶芸コース
    - 染織コース
    - 写真コース

  - 環境デザイン学科
    - 建築デザインコース
    - ランドスケープデザインコース
    - 空間演出デザインコース

#### 京都橘大学通信教育課程
- 健康科学部
  - 心理学科

#### 近畿大学通信教育部
- 法学部
  - 法律学科

#### 慶應義塾大学通信教育課程
- 文学部
  - 第1類（哲学を主とするもの）
  - 第2類（史学を主とするもの）
  - 第3類（文学を主とするもの）
- 経済学部
- 法学部
  - 甲類（法律学を主とするもの）
  - 乙類（政治学を主とするもの）

#### 神戸親和大学通信教育部
- 教育学部
  - 教育学科
    - 幼児教育学コース
    - 初等教育学コース
    - 保育学コース
    - 学校心理学・教育学コース

#### サイバー大学☆
- IT総合学部
  - IT総合学科
    - テクノロジーコース
    - ビジネスコース
    - ITコミュニケーションコース

#### 産業能率大学通信教育課程
- 情報マネジメント学部
  - 現代マネジメント学科
    - 経営コース
    - 税務・会計マネジメントコース
    - 人材・組織マネジメントコース
    - ビジネス教養コース
    - スポーツに学ぶマネジメントコース
    - ファイナンシャル・プランナーコース
    - 心理マネジメントコース
    - 心理カウンセリングコース
    - 医療・福祉マネジメントコース

#### 星槎大学
- 共生科学部
  - 共生科学科
    - 共生科学専攻
    - 初等教育専攻
    - 福祉専攻
    - スポーツ身体表現専攻
    - グローカルコミュニケーション専攻

#### 聖徳大学通信教育部
- 教育学部
  - 児童学科
    - 幼稚園教員養成コース
    - 保育士養成コース

  - 教育学科
    - 小学校教員養成コース
- 心理・福祉学部
  - 心理学科
  - 社会福祉学科
    - 社会福祉コース
    - 精神保健福祉コース
    - 養護教諭コース
- 文学部
  - 文学科
    - 英語・英文学コース
    - 日本語・日本文学コース
    - 歴史文化コース
    - 書道文化コース
    - 図書館情報コース
    - 教養デザインコース

#### 創価大学通信教育部
- 経済学部
  - 経済学科
    - 経済学コース
      - 経済学モデル
- 法学部
  - 法律学科
    - 法律学コース
      - 法律一般モデル
      - 法律専門モデル
      - 公法・政治モデル
- 教育学部
  - 教育学科
    - 教育学コース
      - 教育学モデル
      - 社会教育モデル

  - 児童教育学科
    - 児童教育免許コース
      - 小学校モデル
      - 幼稚園モデル
      - 幼・小モデル

    - 児童教育教養コース
      - 児童教育教養モデル
- 文学部
  - 人間学科
    - 人間学コース
      - 表現文化モデル
      - 哲学・歴史学モデル
      - 社会学モデル
      - 異文化コミュニケーション（日本語）モデル

#### 玉川大学通信教育課程
- 教育学部
  - 教育学科
    - 教育学コース
    - 幼稚園コース
    - 小学校コース
    - 社会コース
    - 公民コース
    - 地理歴史コース
    - 学芸員コース
    - 司書コース
    - 社会教育主事コース

#### 中央大学法学部通信教育課程
- 法学部
  - 法律学科

#### 中部学院大学通信教育部
- 人間福祉学部
  - 人間福祉学科
    - 社会福祉士コース
    - 精神保健福祉士コース
    - 認定心理士コース
    - スクールソーシャルワークコース
    - 福祉教養コース
    - アグリケアコース

#### 帝京大学通信教育課程
- 理工学部
  - 情報科学科

#### 帝京平成大学通信教育課程
- 人文社会学部
  - 経営学科

#### 東京通信大学☆
- 情報マネジメント学部
  - 情報マネジメント学科
    - IT・情報システムコース
    - マネジメントコース
    - データサイエンス・社会調査コース
- 人間福祉学部
  - 人間福祉学科
    - 総合人間コース
    - 社会福祉コース
    - 精神保健福祉コース

#### 東京福祉大学通信教育課程
- 教育学部
  - 教育学科
    - 学校教育専攻
    - 国際教育専攻
- 心理学部
  - 心理学科
- 社会福祉学部
  - 社会福祉学科
    - 社会福祉専攻
    - 経営福祉専攻
- 保育児童学部
  - 保育児童学科

#### 東京未来大学通信教育課程
- こども心理学部
  - こども心理学科
- モチベーション行動科学部
  - モチベーション行動科学科

#### 東北福祉大学通信教育部
- 総合福祉学部
  - 社会福祉学科
  - 福祉心理学科

#### 奈良大学通信教育部
- 文学部
  - 文化財歴史学科

#### 新潟産業大学通信教育課程☆
- 経済学部
  - 経済経営学科
    - 経済学分野
    - 経営学分野

#### 日本大学通信教育部
- 法学部
  - 法律学科
  - 政治経済学科
- 文理学部
  - 文学専攻（国文学）
  - 文学専攻（英文学）
  - 哲学専攻
  - 史学専攻
- 経済学部
  - 経済学科
- 商学部
  - 商業学科

#### 日本ウェルネススポーツ大学☆
- スポーツプロモーション学部
  - スポーツプロモーション学科
    - 生涯スポーツコース
    - トップスポーツプロモーションコース

#### 日本女子大学通信教育課程
- 家政学部
  - 児童学科
  - 食物学科
  - 生活芸術学科

#### 日本福祉大学通信教育部
- 福祉経営学部
  - 医療・福祉マネジメント学科

#### 人間総合科学大学通信教育課程☆
- 人間科学部
  - 心身健康科学科

#### ビジネス・ブレークスルー大学☆
- 経営学部
  - グローバル経営学科
  - ITソリューション学科

#### 姫路大学通信教育課程
- 教育学部
  - こども教育学科

#### 佛教大学通信教育課程
- 仏教学部
  - 仏教学科
    - 浄土・仏教コース
    - 仏教文化コース
- 文学部
  - 日本文学科
  - 中国学科
  - 英米学科
- 歴史学部
  - 歴史学科
    - 日本史コース
    - 東洋史コース
    - 西洋史コース

  - 歴史文化学科
    - 考古学・地理学コース
    - 民俗学・文化人類学コース
    - 芸術文化コース
    - 京都学コース
- 教育学部
  - 教育学科
  - 幼児教育学科
- 社会学部
  - 現代社会学科
  - 公共政策学科
- 社会福祉学部 
  - 社会福祉学科

#### 法政大学通信教育部
- 法学部
  - 法律学科
- 文学部
  - 日本文学科
  - 史学科
  - 地理学科
- 経済学部
  - 経済学科
  - 商業学科

#### 放送大学☆
- 教養学部
  - 教養学科
    - 生活と福祉コース
    - 心理と教育コース
    - 社会と産業コース
    - 人間と文化コース
    - 情報コース
    - 自然と環境コース

#### 北海道情報大学通信教育部
- 経営情報学部
  - 経営ネットワーク学科
  - システム情報学科

#### 武蔵野大学通信教育部☆
- 人間科学部
  - 人間科学科
    - 心理学専攻
    - 仏教学専攻
    - 社会福祉専攻
- 教育学部
  - 教育学科
    - 小学校専修
    - 国語科専修
    - 英語科専修

#### 武蔵野美術大学通信教育課程
- 造形学部
  - 油絵学科
    - 絵画表現コース
    - 日本画表現コース

  - 芸術文化学科
    - 芸術研究コース

  - デザイン情報学科
    - デザイン総合コース

#### 明星大学通信教育課程
- 教育学部
  - 教育学科
    - 小学校教員コース
    - 子ども臨床コース
    - 教科専門コース
    - 教育学コース
    - 特別支援教員コース

#### 八洲学園大学☆
- 生涯学習学部
  - 生涯学習学科
    - 生涯学習支援系
    - 生涯マネジメント系
    - 人間力創造系

#### 早稲田大学ｅスクール
- 人間科学部
  - 人間環境科学科
  - 健康福祉科学科
  - 人間情報科学科

### 短期大学・短期大学部

#### 愛知産業大学短期大学通信教育部
- 国際コミュニケーション学科
  - 実用英語コース
  - 英語教員養成コース
  - ネイティブ・イングリッシュコース
  - 日本語教育コース
  - 子どもコース
  - 心理コース

#### 大阪芸術大学短期大学部通信教育部
- 保育学科

#### 小田原短期大学通信教育課程☆
- 保育学科

#### 近畿大学短期大学部通信教育部
- 商経科

#### 近畿大学九州短期大学通信教育部
- 生活福祉情報学科
- 保育科

#### 神戸常盤大学短期大学部通信制課程☆
- 看護学科

#### 自由が丘産能短期大学通信教育課程
- 能率科
  - グローバルコミュニケーションコース
  - リベラルアーツコース
  - 数字センスアップコース
  - 経営管理コース
  - 女性のためのキャリアアップコース
  - ビジネス・コミュニケーションコース
  - 心理学基礎コース
  - 健康・福祉マネジメントコース
  - 社会保険労務士コース

#### 聖徳大学短期大学部通信教育部
- 保育科
- （図書館司書課程）

#### 帝京短期大学通信教育課程
- こども教育学科
  - こども教育専攻

#### 東京福祉大学短期大学部通信教育課程
- こども学科
  - こども教育・保育専攻
  - 幼児教育専攻

#### 豊岡短期大学通信教育部
- 子ども学科
- （社会福祉士養成通信課程）

### 大学院・大学院大学

#### SBI大学院大学☆
- 経営管理研究科
  - アントレプレナー専攻（修士（専門職））

#### 桜美林大学大学院☆
- 大学アドミニストレーション研究科（修士）

#### 岐阜女子大学大学院☆
- 文化創造学研究科
  - 文化創造学専攻（修士）
  - デジタルアーカイブ専攻（修士）
  - 初等教育学専攻（修士）

#### 九州医療科学大学（旧・九州保健福祉大学）大学院
- 社会福祉学研究科
  - 社会福祉学専攻（修士・博士）
- 保健科学研究科
  - 保健科学専攻（修士・博士）

#### 京都芸術大学大学院
- 芸術研究科
  - 芸術環境専攻（修士）

#### 京都産業大学大学院
- 経済学研究科
  - 経済学専攻（修士）
- 京都文化学研究科
  - 京都文化学専攻（修士）

#### 倉敷芸術科学大学大学院☆
- 芸術学研究科
  - 美術専攻（修士）
- 産業科学技術研究科
  - 機能物質化学専攻（修士）
- 人間文化研究科
  - 人間文化専攻（修士）

#### 高野山大学大学院☆
- 文学研究科
  - 密教学専攻（修士）

#### 星槎大学大学院
- 教育学研究科
  - 教育学専攻（修士・博士）

#### 聖徳大学大学院
- 児童学研究科
  - 児童学専攻（修士・博士）

#### 帝京大学大学院
- 理工学研究科
  - 情報科学専攻（修士）

#### 帝京平成大学大学院
- 環境情報学研究科
  - 環境情報学専攻（修士）

#### 東亜大学大学院☆
- 総合学術研究科
  - 法学専攻（修士）
  - 人間科学専攻（修士）
  - デザイン専攻（修士）

#### 東京福祉大学大学院
- 社会福祉学研究科
  - 社会福祉学専攻（修士）
  - 児童学専攻（修士）
- 心理学研究科
  - 臨床心理学専攻（修士）

#### 東北福祉大学大学院
- 総合福祉学研究科
  - 社会福祉学専攻（修士）
  - 福祉心理学専攻（修士）

#### 名古屋学院大学大学院
- 外国語学研究科
  - 英語学専攻（修士・博士）

#### 日本大学大学院
- 総合社会情報研究科
  - 国際情報専攻（修士）
  - 文化情報専攻（修士）
  - 人間科学専攻（修士）
  - 総合社会情報専攻（博士）

#### 日本福祉大学大学院
- 国際社会開発研究科
  - 国際社会開発専攻（修士）
- 社会福祉学研究科
  - 社会福祉学専攻（修士）
- 福祉社会開発研究科
  - 国際社会開発専攻（博士）

#### 人間総合科学大学大学院☆
- 人間総合科学研究科
  - 心身健康科学専攻（修士・博士）
  - 臨床心理学専攻（修士）

#### ビジネス・ブレークスルー大学大学院☆
- 経営学研究科
  - 経営管理専攻（修士（専門職））

#### 佛教大学大学院
- 文学研究科
  - 仏教学専攻（修士・博士）
  - 文学専攻（修士）
  - 歴史学専攻（修士・博士）
- 教育学研究科
  - 生涯教育専攻（修士）
  - 臨床心理学専攻（修士）
- 社会学研究科
  - 社会学専攻（修士）
- 社会福祉学研究科
  - 社会福祉学専攻（修士）

#### 放送大学大学院
- 文化科学研究科
  - 文化科学専攻（修士・博士）

#### 武蔵野大学大学院
- 人間社会研究科
  - 人間学専攻（修士）
  - 実践福祉学専攻（修士）
- 仏教学研究科
  - 仏教学専攻（修士）
- 環境学研究科
  - 環境マネジメント専攻（修士）

#### 明治国際医療大学大学院☆
- 鍼灸学研究科
  - 鍼灸学専攻（修士・博士）

#### 明星大学大学院
- 教育学研究科
  - 教育学専攻（修士・博士）

## かつて通信教育課程が設置されていた大学
学生の在籍はあるものの、新規募集を停止したものを含む。
- 大阪学院大学
- 川崎医療短期大学
- 吉備国際大学
- 倉敷芸術科学大学
- 協同組合短期大学
- 淑徳大学
- 順正短期大学（現：吉備国際大学短期大学部）
- 中京大学大学院
- 富士短期大学（現：東京富士大学短期大学部）
- 東洋大学
- PL学園女子短期大学
- 福岡医療福祉大学
- 武蔵野美術大学短期大学部
- LEC東京リーガルマインド大学（現：LEC東京リーガルマインド大学院大学）

## 通信教育課程の設置が構想されていた大学
文部科学省へ通信教育課程の設置認可申請を行なったものの、不認可あるいは申請取り下げで設置に至らなかったもの。
- 近畿医療福祉大学 - 2006年度開設を目指して設置認可申請を行なったが、その後申請を取り下げた。
- 旭インターネット大学院大学 - 2006年度開設を目指して設置認可申請を行なったが、結局不認可となった。
- 映画専門大学院大学 - 2006年度開設を目指して通学課程と同時に設置認可申請を行なったが、その後通信教育課程のみ申請を取り下げた。

## 大学の提供するその他の通信教育
正規の課程である大学通信教育以外にも、生涯学習のニーズに応え大学の知的成果を社会に還元する目的などから、社会教育法に基づく社会通信教育などの各種通信教育を大学あるいは大学設置法人の事業として実施しているものがある。
これらの通信教育は、大学の実施する通信教育ではあるが、学校教育法に基づく大学通信教育（学校通信教育）とは別のものである。

### 認定社会通信教育
- 国立大学法人秋田大学 秋田大学 理工学部通信教育講座
- 学校法人香川栄養学園 女子栄養大学 社会通信教育部
- 学校法人川口学園 早稲田通信教育センター 早稲田速記講座（同一法人により埼玉女子短期大学等を設置）
- 学校法人産業能率大学 総合研究所（同一法人により産業能率大学等を設置。大学通信教育も行っている）
- 学校法人文化学園 文化服装学院 生涯学習部 通信教育講座（同一法人により文化学園大学等を設置）

### 通信教育による社会福祉士養成施設・精神保健福祉士養成施設・看護師養成施設
大学通信教育の課程で養成を行っているものを除く。
- 学校法人江戸川学園 江戸川学園おおたかの森専門学校 社会福祉士養成科（通信課程）（同一法人により江戸川大学等を設置）
- 学校法人弘徳学園 豊岡短期大学 通信教育部 社会福祉士養成通信課程（大学通信教育も行っているが、本課程は学校教育法に基づく大学通信教育ではない）
- 学校法人三幸学園 東京未来大学福祉保育専門学校 社会福祉士一般養成通信課程、精神保健福祉士一般養成通信課程、精神保健福祉士短期養成通信課程（同一法人により東京未来大学、小田原短期大学等を設置）
- 学校法人上智学院 上智社会福祉専門学校 精神保健福祉士通信課程（同一法人により上智大学等を設置）
- 学校法人栴檀学園 東北福祉看護学校 正看護師養成通信課程（准看護師資格保有者のみを対象。同一法人が設置する東北福祉大学の仙台駅東口キャンパス2Fにキャンパスを設置。東北福祉大学にて大学通信教育も行っており、社会福祉士・精神保健福祉士の養成は大学の大学通信教育として実施している）
- 学校法人日本医療大学 生涯学習センター 社会福祉士通信科（同一法人により日本医療大学等を設置）
- 学校法人日本社会事業大学 日本社会事業大学 通信教育科 社会福祉士養成課程（一般）、社会福祉士養成課程（短期）、精神保健福祉士養成課程
- 学校法人日本福祉大学 日本福祉大学中央福祉専門学校 社会福祉科通信課程（同一法人による日本福祉大学にて大学通信教育も行っている）
- 学校法人北海道星槎学園 星槎道都大学 通信教育科 社会福祉士養成課程、精神保健福祉士養成課程

## 大学通信教育を経て学位を取得した著名人
- 羽生結弦（早稲田大学人間科学部）
- 大山俊輔（早稲田大学人間科学部）
- 岡本昌弘（早稲田大学人間科学部）
- 井上裕大（早稲田大学人間科学部）
- 森岡亮太（早稲田大学人間科学部）
- 梅井大輝（早稲田大学人間科学部）
- 菅沼駿哉（早稲田大学人間科学部）
- 輪湖直樹（早稲田大学人間科学部）
- 松本翔（早稲田大学人間科学部）
- 中丸雄一（早稲田大学人間科学部）
- 佐藤夏希（早稲田大学人間科学部）
- 旭鷲山昇（早稲田大学人間科学部）
- 中野友加里（早稲田大学人間科学部）
- 田辺徳雄（早稲田大学人間科学部）
- 萩原慎一郎（早稲田大学人間科学部）
- すがやみつる（早稲田大学人間科学部）
- 寺田龍平（早稲田大学人間科学部）
- いとうまい子（早稲田大学人間科学部）
- 薮宏太（早稲田大学人間科学部）
- 阿保順子（慶應義塾大学文学部）
- 家田愛子（慶應義塾大学文学部）
- 池田運（慶應義塾大学文学部）
- 稲川素子（慶應義塾大学文学部）
- 今高城治（慶應義塾大学文学部）
- 齋藤ゆみ（慶應義塾大学文学部）
- 島田秀平（慶應義塾大学文学部）
- 鷹司誓玉（慶應義塾大学文学部、佛教大学）
- 高部知子（慶應義塾大学文学部、東京福祉大学）
- 内藤みか（慶應義塾大学文学部）
- 古川俊治（慶應義塾大学文学部・法学部）
- 本間千代子（慶應義塾大学文学部）
- 水野晴郎（慶應義塾大学文学部）
- 三好京三（慶應義塾大学文学部）
- 森雅子（慶應義塾大学文学部）
- 矢口敦子（慶應義塾大学文学部、中央大学法学部）
- ルイ・フランセン（慶應義塾大学文学部）
- わぐりたかし（慶應義塾大学文学部）
- 秋場信人（慶應義塾大学経済学部）
- 加納時男（慶應義塾大学経済学部）
- 河合常則（慶應義塾大学経済学部）
- 坂口光治（慶應義塾大学経済学部）
- 柳川範之（慶應義塾大学経済学部）
- 石原典子（慶應義塾大学法学部）
- 木村三浩（慶應義塾大学法学部）
- 熊谷盛広（慶應義塾大学法学部）
- 志賀こず江（慶應義塾大学法学部）
- 当摩好子（慶應義塾大学法学部）
- 平山幸司（慶應義塾大学法学部）
- 松村豊大（慶應義塾大学法学部、放送大学大学院）
- 鈴江晴彦（慶應義塾大学）
- 油井喜夫（慶應義塾大学）
- 藤田恵（中央大学法学部）
- 五十嵐義三（中央大学法学部）
- 石田榮一（中央大学法学部）
- 奥岡茂雄（中央大学法学部、佛教大学）
- 桑原功（中央大学法学部）
- 鹿毛継雄（中央大学法学部）
- 安西愈（中央大学法学部）
- 開山憲一（中央大学法学部）
- 國松善次（中央大学法学部）
- 神崎満治郎（中央大学法学部）
- 寺前武雄（中央大学法学部）
- 中尾友昭（中央大学法学部）
- 古瀬卓男（中央大学法学部）
- 松田聖子（中央大学法学部）
- 木村清（中央大学法学部）
- 古谷義幸（法政大学経済学部）
- 山本泰（法政大学法学部）
- 佐藤有香（法政大学法学部）
- 岩切秀雄（法政大学法学部）
- 小西誠（法政大学法学部）
- 山内康伸（法政大学法学部）
- 中江有里（法政大学文学部）
- 長谷川潮（法政大学文学部）
- 桜庭吉彦（法政大学文学部地理学科）
- 井上義行（日本大学経済学部）
- 糸山英太郎（日本大学経済学部）
- 田村岳斗（日本大学経済学部）
- 升田重蔵（日本大学文理学部）
- 阿井英二郎（日本大学文理学部）
- 岩城禮三（日本大学文学部）
- 大野和雄（日本大学商学部）
- 山本聖子（日本大学商学部）
- あまんきみこ（日本女子大学家政学部児童学科）
- 中村惠子（日本女子大学家政学部）
- 古旗照美（日本女子大学家政学部食物学科）
- 渡川浩美（日本女子大学）
- わかつきひかる（近畿大学法学部）
- 小林建樹（近畿大学）
- 旭富士正也（近畿大学）
- 大島杏子（明星大学人文学部）
- 原江里菜（東北福祉大学総合福祉学部）
- 柴田宋休（佛教大学通信教育部仏教学科）
- 萱野志朗（佛教大学）
- 上崎洋一（大手前大学現代社会学部、日本福祉大学福祉経営学部、佛教大学）
- 榎本よしたか（大阪芸術大学通信教育部デザイン学科）
- 金子哲雄（京都産業大学大学院）
- 柏木宏之（奈良大学文学部）
- 家田荘子（高野山大学大学院）
- 小川邦和（玉川大学文学部）
- 山下二枝（玉川大学文学部）
- 藤本聰（創価大学経済学部）
- 福嶋隆史（創価大学教育学部）
- 岩槻秀明（人間総合科学大学人間科学部）
- 宮子あずさ（武蔵野美術大学、産業能率大学、明星大学大学院）

この他に、放送大学卒業者は放送大学の人物一覧を参照

## 通信教育課程を設置する日本国外の大学

### 日本国内で学修可能な大学
- イスラエル・オープン大学 -  イスラエル
- FENUオープン大学 -  ロシア
- オープン大学 -  イギリス
- アメリカン・パブリック大学（en） -  アメリカ合衆国
- ウォルデン大学（en） -  アメリカ合衆国
- 南アフリカ大学 -  南アフリカ共和国

これらの大学は実際に現地に渡航しなくても卒業は可能だが、勉学を進めるためにはそれぞれの国の言語を読み書きができる程度にまでマスターしている必要がある。
特にアメリカ国内にあるアメリカン･パブリック大学とウォルデン大学は、外国人学生の入学はTOEFLもしくはIELTSで一定以上の点数を取る必要がある。
文章でのやり取りがほとんどのため、理解できない単語や文法は辞書や文法書を引けばよい。会話が可能なまでのレベルにまでマスターしている必要は無いであろう。ただ、何らかの要件で大学から自分に電話がかかってきた場合にどうするか、という問題などはある。その際は、英語、もしくは大学のある国の言語で「私は話せないのでメールをください」と伝えるなどの方法が考えられる。